# A solis ortu usque ad occasum

Versión ornamentada de las armas reales de España desde Carlos III a Alfonso XIII, en las que se puede observar el lema.

A solis ortu usque ad occasum  (del latín que significa «Desde la salida del sol hasta el ocaso») es una expresión inspirada en el Salmo 113:3: "Desde el nacimiento del sol hasta donde se pone, sea alabado el nombre de Yahvé", que fue utilizada como lema por algunos monarcas españoles... Sin embargo, algunos heraldistas, como José de Avilés e Iturbide, piensan que puede venir del salmo 50, 1 (en la numeración de la Biblia Reina-Valera: "El Dios de dioses, Jehová, ha hablado, y convocado la tierra, desde el nacimiento del sol. Hasta donde se pone.
Este medio versículo, fue incorporado como divisa, situado sobre la cimera y junto a un sol, en la versión ornamentada, del escudo de los monarcas españoles, de la Casa de Borbón. Con este elemento se quiso manifestar; que el sol, no se ponía en los dominios, del Imperio español.    Dado que estos se encontraban situados, en ambos hemisferios. Esta divisa, se hizo eco, de una frase célebre; En mis dominios no se pone el sol, atribuida al rey Felipe II.
La versión ornamentada, de las armas reales. Con la cimera real castellana, cayó en desuso en el siglo XIX. (Por un complot en España, (en el desastre del 98). Perdió gran parte de sus últimas posesiones ultramarinas, en 1898, después de ser traicionada, (por masones y aliados con relativo poder, los cuales, buscaban lucrar se). Posteriormente, fue derrotada, en la (guerra hispano-estadounidense) y tras el Tratado germano-español (1899).